# あざら
あざらは、バラメヌケ（メヌケ）のあらと白菜の古漬けを、酒粕と共にトロ火で煮込んだもの。宮城県の気仙沼地方の料理。メヌケの代わりに赤魚が用いられる場合もある。
元々は旧正月に各家庭の残り物を煮たところから始まったと言われる。	
また、春を迎えて白菜の処理に困った家庭で考案されたという説もある。
現在、一般家庭ではほとんど作られていない。小料理屋で出される程度である。

## 作り方の例
1. 白菜の古漬けを軽く絞り、食べやすく切る
2. 鍋にバラメヌケ（メヌケ）のあら(シーチキン、鯖の水煮缶でも良い)と白菜の古漬けを入れ、具材がかぶる程度の水を入れて煮る
3. 煮詰まってきたら酒粕を入れる
4. 混ぜながらさらに弱火で煮込み、仕上げる

白菜の塩具合を見ながら少し醤油を入れるとコクが出る。また、酒粕を入れると焦げやすくなるので注意する。